# Rüdiger Hachtmann

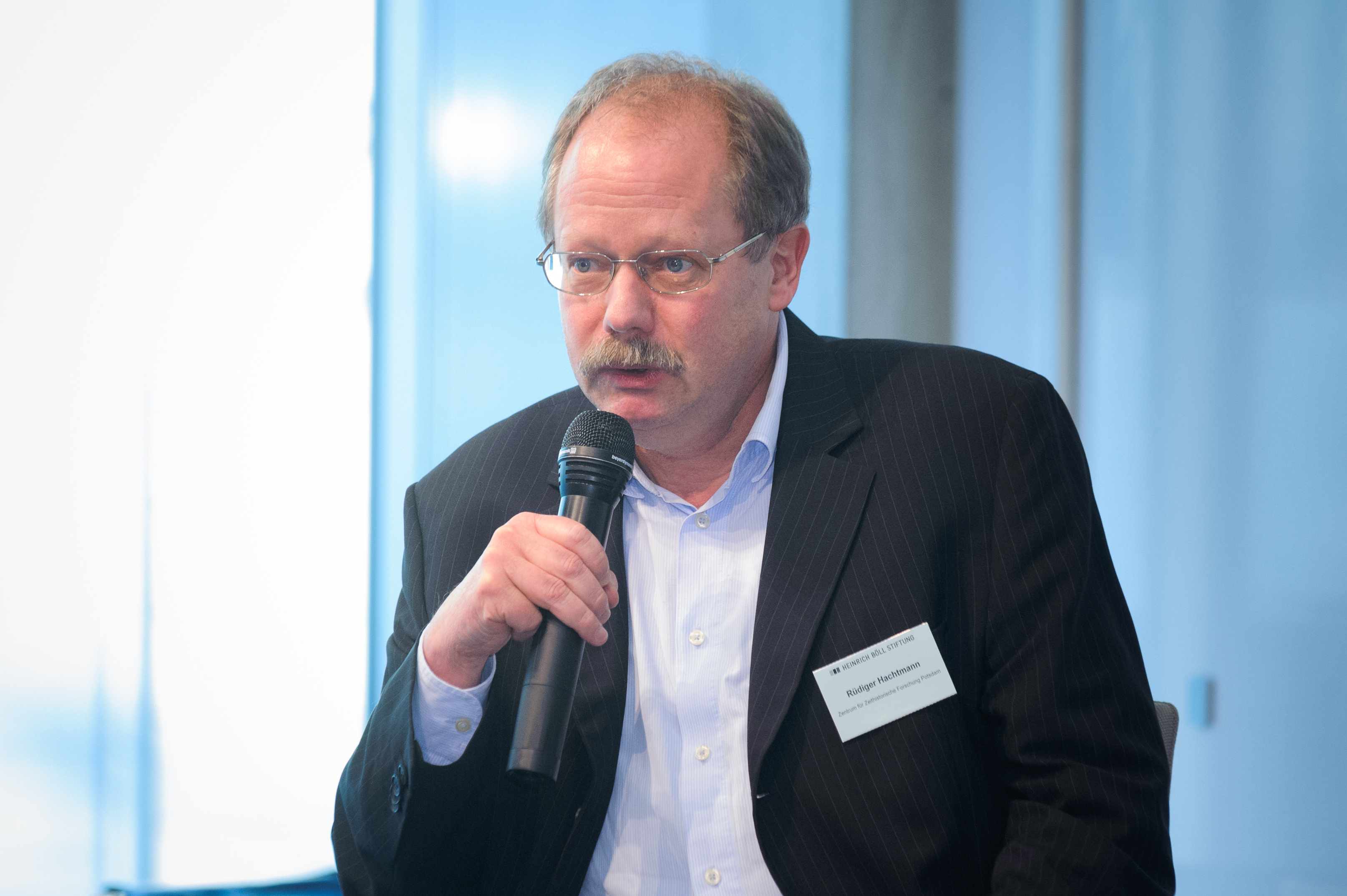
Rüdiger Hachtmann (2012)

Rüdiger Hachtmann (* 3. Februar 1953 in Celle) ist ein deutscher Historiker.

## Leben
Hachtmann studierte von 1972 bis 1979 Geschichte an der  Technischen Universität Berlin und parallel dazu von 1973 bis 1979 Politologie an der Freien Universität Berlin. Nachdem er von 1981 bis 1983 Stipendiat der Friedrich-Ebert-Stiftung gewesen war, arbeitete er von 1983 bis 1986 als wissenschaftlicher Mitarbeiter im DFG-Projekt über Biographien sozialdemokratischer Reichstags- und Landtagsabgeordneter bis 1933 und promovierte 1986 mit einer Studie zur Industriearbeit im Dritten Reich an der TU Berlin. Dort wirkte er von 1986 bis 1991 als wissenschaftlicher Mitarbeiter und von 1991 bis 1997 als wissenschaftlicher Assistent von Reinhard Rürup und habilitierte sich 1995 mit einer Arbeit zur Politik- und Gesellschaftsgeschichte der Revolution in Berlin 1848.
Neben Vertretungsprofessuren an der Universität Bremen (1998/1999) und der Albert-Ludwigs-Universität Freiburg (2000/2001) leitete Hachtmann von 1998 bis 2006 das DFG-Projekt Gesamtdarstellung: Die Deutsche Arbeitsfront 1933 bis 1945 sowie das Projekt Geschichte der Generalverwaltung der Kaiser-Wilhelm-Gesellschaft im „Dritten Reich“ am Max-Planck-Institut für Wissenschaftsgeschichte, Berlin, aus dem ein zweibändiges Standardwerk zum Wissenschaftsmanagement im Dritten Reich hervorging.
Seit 2001 ist Hachtmann außerplanmäßiger Professor an der TU Berlin. Zudem war er von 2007 bis 2018 Leiter des Projekts Das fordistische Jahrhundert am Zentrum für Zeithistorische Forschung in Potsdam. Im Jahr 2015 wurde er zum Mitglied der Gelehrtengesellschaft Leibniz-Sozietät der Wissenschaften zu Berlin gewählt. Seit Anfang 2019 ist er Senior Fellow am Zentrum für Zeithistorische Forschung.
Im April 2013 wurde Hachtmann von der damaligen Bundesministerin für Arbeit und Soziales Ursula von der Leyen (CDU) in die Unabhängige Historikerkommission berufen, die mit der Aufarbeitung der Geschichte des Reichsarbeitsministeriums in der Zeit des Nationalsozialismus beauftragt ist.
Hachtmann ist seit 1982 verheiratet und hat drei Töchter.

## Veröffentlichungen (Auswahl)
- Industriearbeit im „Dritten Reich“. Untersuchungen zu den Lohn- und Arbeitsbedingungen in Deutschland 1933–1945. Vandenhoeck u. Ruprecht, Göttingen 1989, ISBN 3-525-35744-3 (Zugl.: Berlin, Techn. Univ., Diss., 1986 u.d.T.: Lohn und Leistung im „Dritten Reich“).
- Berlin 1848. Eine Politik- und Gesellschaftsgeschichte der Revolution. Dietz, Bonn 1997, ISBN 3-8012-4083-5 (Zugl.: Berlin, Techn. Univ., Habil.-Schr., 1995).
- Ein Koloß auf tönernen Füßen. Das Gutachten des Wirtschaftsprüfers Karl Eicke über die Deutsche Arbeitsfront vom 31. Juli 1936. Oldenbourg, München 2006, ISBN 978-3-486-57988-8.
- Epochenschwelle zur Moderne. Einführung in die Geschichte der Revolution von 1848/49. Edition diskord, Tübingen 2002, ISBN 978-3-89295-723-2.
- mit Winfried Süß (Hrsg.): Hitlers Kommissare. Sondergewalten in der nationalsozialistischen Diktatur. Wallstein, Göttingen 2006, ISBN 978-3-8353-0086-6.
- Tourismus-Geschichte. Vandenhoeck & Ruprecht/UTB, Göttingen 2007, ISBN 978-3-8252-2866-8.
- Wissenschaftsmanagement im Dritten Reich. Geschichte der Generalverwaltung der Kaiser-Wilhelm-Gesellschaft, 2 Bände. Wallstein Verlag, Göttingen 2007, ISBN 978-3-8353-0108-5.
- mit Adelheid von Saldern und Jan-Holger Kirsch (Hrsg.): Zeithistorische Forschungen 6 (2009), Heft 2: Fordismus.
- Tourismus und Tourismusgeschichte, Version 1.0, in: Docupedia-Zeitgeschichte, veröffentlicht am 22. Dezember 2010.
- mit Michael Grüttner, Konrad H. Jarausch, Jürgen John, Matthias Middell (Hrsg.): Gebrochene Wissenschaftskulturen. Universität und Politik im 20. Jahrhundert. Vandenhoeck & Ruprecht, Göttingen 2010, ISBN 978-3-525-35899-3.
- mit Thomas Schaarschmidt, Winfried Süß (Hrsg.): Berlin im Nationalsozialismus. Politik und Gesellschaft 1933–1945. Wallstein Verlag, Göttingen 2011, ISBN 978-3-8353-0932-6.
- Das Wirtschaftsimperium der Deutschen Arbeitsfront 1933–1945, Wallstein Verlag, Göttingen, 2012, ISBN 978-3-8353-1037-7.[2]
- Interessengeleitete Wissenschaftsgeschichte? Auftragsforschung für Hochschulen und außeruniversitäre Forschungseinrichtungen, in: Zeitgeschichte-online, Dezember 2012 (online).
- mit Sven Reichardt (Hrsg.): Detlev Peukert und die NS-Forschung. Wallstein Verlag, Göttingen 2015, ISBN 978-3-8353-1731-4.
- Mitherausgeber: Ressourcenmobilisierung. Wissenschaftspolitik und Forschungspraxis im NS-Herrschaftssystem, Wallstein, Göttingen 2016, ISBN 978-3-8353-1877-9.
- Mitherausgeber: Zeitdiagnose im Exil. Zur Deutung des Nationalsozialismus nach 1933, Wallstein, Göttingen 2020, ISBN 978-3-8353-3791-6.
- Vom Wilhelminismus zur Neuen Staatlichkeit des Nationalsozialismus. Das Reichsarbeitsministerium 1918 bis 1945, 2 Bände, Wallstein, Göttingen 2023, ISBN 978-3-8353-5019-9.
- 1848. Revolution in Berlin, BeBra Verlag, Berlin 2023, ISBN 978-3-8148-0261-9.